# ابی رقراق
ابی رقراق (به کسره ر) (به عربی: أبو رقراق) نام رودی است در مراکش میان شهرهای رباط و سلا.